# Hiperzvočno orožje
Hiperzvočno orožje je razred vodljivih izstrelkov, ki leti z več kot petkratno hitrostjo zvoka in manevrira z aerodinamičnimi silami. Teoretično lahko nosi bodisi konvencionalne, bodisi jedrske bojne konice. Prednost takega orožja je, da ga je zaradi nepredvidljivega in hitrega leta praktično nemogoče prestreči s sedaj dostopno vojaško tehniko, slabost pa izjemna kompleksnost, saj je izstrelek pri takih hitrostih izpostavljen ekstremnim tlakom in temperaturam, zaradi česar je tovrstno orožje od prvih zamisli še pred drugo svetovno vojno še vedno v razvoju in le peščica primerkov je v operativni rabi. Pri razvoju prednjačita Ruska federacija in Ljudska republika Kitajska. Rusija je dala v uporabo prva tri hiperzvočna orožja v zgodovini: H-47M2 Kinžal 1. decembra 2017, Avangard decembra 2019 in 3M-22 Cirkon septembra 2022. Učinkovita obramba proti njim ne obstaja.
Hiperzvočni izstrelki morajo biti zgrajeni iz izjemno trpežnih materialov, njihova zasnova pa mora upoštevati nevsakdanje aerodinamične pojave; pri hitrostih nad 10 Machov so denimo temperature tako visoke, da začnejo zračne molekule razpadati, nad 25 Machov pa zrak okoli izstrelka ionizira in nastane električno nabita plazma, ki ovira elektronsko komunikacijo z njim. Zato nekateri postavljajo 25 Machov za zgornjo hitrostno mejo razreda, čeprav v praksi take hitrosti še niso bile dosežene. 

## Vrste
Prepoznana sta dva glavna podrazreda hiperzvočnega orožja: drsna plovila in manevrirni izstrelki. Drsna plovila nimajo lastnega pogona, izstreljena so s pomočjo raketnih potisnikov (največkrat balističnih raket), od katerih se ločijo v zgornjih plasteh ozračja in nato drsijo proti tarči. Pospešujejo lahko s tehniko odbijanja od ozračja (»boost-glide«) in dosežejo domet več tisoč kilometrov. Manevrirni izstrelki imajo lasten reaktivni pogon, ki je običajno v obliki potisne cevi z nadzvočnim zgorevanjem (»scramjet«), kjer visoka hitrost poskrbi za ustrezno kompresijo zraka. Njena zgradba je v osnovi preprosta, saj ne potrebuje lopatic, ki zagotavljajo kompresijo pri običajnih reaktivnih motorjih, vendar je oblikovanje te cevi izjemno zapleteno, saj mora upoštevati udarne valove pri različnih hitrostih in razlike, ki nastajajo zaradi zavijanja, a kljub temu poskrbeti za enakomeren potisk. Potisna cev z nadzvočnim zgorevanjem ne deluje pri hitrostih pod 5 Machov, zato mora tak izstrelek v višino ponesti drug zrakoplov.
Tudi medcelinske balistične rakete med padanjem presežejo hitrost 5 Machov, a jih običajno ne uvrščamo v razred hiperzvočnega orožja, saj niso vodljive in v letu sledijo zakonom balistike. Prav tako so ločeno obravnavani tirni topovi ali nekateri konvencionalni topovi, ki lahko izstreljujejo naboje z veliko hitrostjo; ti bi lahko bili uporabni za obrambo pred hiperzvočnimi izstrelki.

## Seznam hiperzvočnega orožja
Načrti, programi in projekti za takšno orožje vključujejo:
- 14-X
- 3M-22 Cirkon
- AGM-183 ARRW – iz zraka izstreljeno orožje za hitro posredovanje ali »Puščica«
- Avangard
- Boeing X-51 Waverider
- BrahMos-II
- DARPA Falcon Project (Hiperzvočni oborožitveni sistem (HWS))
- DF-ZF nameščen na DF-17
- HGV-202F
- H-15
- H-47M2 Kinžal
- Prompt Global Strike (Napredno hiperzvočno orožje)
- SCIFiRE
- Šaurja (izstrelek)
- Silbervogel, prva zasnova iz tridesetih let 20. stoletja.

### Navedki
1. ↑  »ВКС России продемонстрировали в действии гиперзвуковой ракетный комплекс «Кинжал» на конкурсе «Авиадартс» Армейских международных игр — 2019. Данное оружие способно поражать земные, надводные цели и проходить через все существующие системы противовоздушной и противоракетной обороны«. Arhivirano iz spletišča dne 10. avgusta 2019. Pridobljeno 30. novembra 2021.
2. ↑  »Первый ракетный полк "Авангарда" заступил на боевое дежурство«. TASS (v ruščini). 27. december 2019. Pridobljeno 27. decembra 2019.
3. ↑  Brendan Cole (28. julij 2022). »Russia's Zircon hypersonic missiles could be ready to use within weeks«. Newsweek (v angleščini). Pridobljeno 29. julija 2022.
4. ↑  »Can the US defend against hypersonic missiles?«. YouTube.